# Fuencarral
Fuencarral es un antiguo municipio de España que fue absorbido por el municipio de Madrid el 20 de octubre de 1951y pertenece en la actualidad al barrio de Valverde en el distrito de Fuencarral-El Pardo. Es conocido en Madrid como «Fuencarral pueblo» por su origen y para distinguirlo de la calle de Fuencarral. Se encuentra situada en el Camino de Santiago de Madrid.

## Historia

### Orígenes
Fuencarral fue una villa con origen antiguo. Se ha señalado en ocasiones el año de 1202 como momento en que ya existía, pero puede ser incluso anterior el asentamiento de esta población; también se ha dado la fecha de 1375 como fundación. A pesar de que todas estas fechas hacen referencia a momentos de la historia real de la Villa, lo natural es que ya existiese en el siglo XII. [cita requerida]
Como nombre reconocido, “Fuencarral” es ya señalado en 1579, en época del rey Felipe II.[cita requerida] En este lugar se hallaba una fuente donde paraban los carreteros para que abrevasen sus bestias, como al sitio donde paraban los carros se denominaba “carra”, de ahí el nombre de “Fuencarral” (en origen Fuente carra). La existencia de fuentes daba lugar a un asentamiento de población. A principios del siglo XX, todavía existía esta fuente a la que se conocía con el nombre de “Fuente del Concejo” y estaba en el camino viejo de Alcobendas.[cita requerida]
Como de costumbre las narraciones y comentarios históricos trasmitidos de forma más o menos oral aportan diferentes versiones, entre las cuales se encuentra otra versión que reconoce también por origen el nombre de una fuente llamada del Real, de la que se surtían los Reyes, que con frecuencia pasaban y aun pernoctaban en este lugar, no pudiéndose precisar en la actualidad cual sería aquella fuente. Por lo que se puede concluir que el elemento referencial es la fuente.[cita requerida]
Se puede establecer el origen de la villa o de su nombre en una fecha anterior a 1242, año en que el Padre Fita transcribe la leyenda de la Virgen de Valverde y su traslado al pueblo, que lógicamente ya existía y tenía nombre.
La prosperidad de Fuencarral va en ascenso desde el momento de su fundación. Es a mediados del siglo XV cuando se encuentran datos de su población y nos hablan de «sesenta vezinos» en el momento en que fue arrasado durante las guerras entre los infantes de Aragón y Juan II.[cita requerida]
Esta historia, según la cuenta detalladamente el Padre Fita tomando los datos de la Crónica de Juan II, resulta que Juan de Puelles, partidario de Aragón se apodera en 1445 de Torija, Alcalá de Henares, Alcalá de la Vega y San Torcaz, quedándose a residir en Torija como alcalde o lugarteniente del rey de Navarra. En la primavera de 1445 es cuando data el Padre Fita la destrucción de Fuencarral, indudablemente, aunque la Crónica lo calle, pasaron el Puente de Viveros sobre el Jarama, talando las comarcas de Fuencarral. Aunque en todo el curso de aquella cruel guerra no llegó el momento para que Mosén, Juan de Ruella realizase la hazaña que tan cara costó a los fuencarraleros, unos pagaron con su vida, otros con su libertad y todos con su hacienda y casas incendiadas. Esto lo cuenta Zurita, en su paso por esos lares, cuando andaba de viaje.
La crueldad de la situación no fue chica y a mediados del siglo XV los recursos para rescatar a los presos se lograron gracias a la ayuda de Don Alonso Álvarez de Toledo y su esposa Doña Catalina Núñez “a quienes debe Madrid y toda su sierra eterno agradecimiento” (todo esto según los documentos que aporta Fita que son todos ellos correspondientes a los tomos I y II de la colección de “Minutas y Acuerdos del Ayuntamiento, fechados entre el 11 de octubre de 1944 y el 11 de mayo de 1525”).[cita requerida]
A partir del inicio de su resurgir –mediados del siglo XV- podemos citar sus límites:
- La Villa de Paracuellos al este (a tres leguas de Fuencarral).
- Al sur la Villa de Madrid (a dos leguas pequeñas) y la de Chamartín de la Rosa.
- Aravaca al oeste.
- Colmenar Viejo al norte (a cuatro leguas grandes).

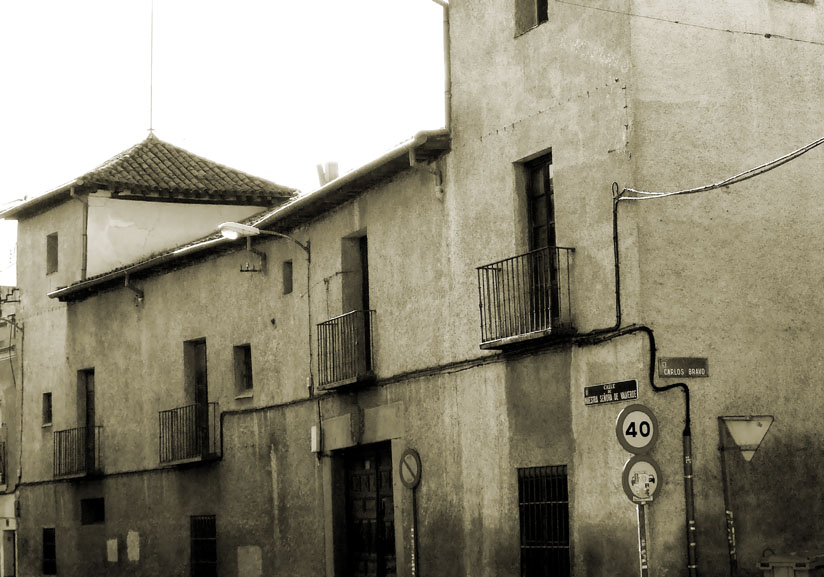
Casa Grande de Fuencarral, en el distrito de Fuencarral de Madrid. Se trata de un edificio típico del, que constituía una unidad de producción agrícola autosuficiente, representativa del poder económico de la familia propietaria.

### Edad Moderna
Del número de vecinos se data en 1517 unos doscientos; ya en 1575 son unos trescientos cincuenta que ocupan unas trescientas casas construidas de “paredes de piedra con tierra, aguxa de piedras pequeñas, y las techumbres de ripia y madera de pino, y texas encima y revocado con alguna cal o yeso, y que los dichos materiales traen de la Villa de Madrid, de los que a ella se vienen a vender de otras partes”.[cita requerida]
De su iglesia, las crónicas de esta época sólo dicen que “está en alto”, y como edificaciones más importantes señala, una “casa antigua”, que perteneció a “Juan de Vozmediano, secretario del Rey Don Fernando, de gloriosa memoria, y después acá ha venido sucediendo en sus herederos, y al presente la tienen y posee Don Manuel de Torres y de Vozmediano, caballero hijodalgo y vecino de la villa de Madrid, como persona que sucedió en el dicho mayorazgo y casa”.[cita requerida]
¿De que vivían desde antiguo?. Decían de Fuencarral que “… es lugar y tierra de labranza de trigo y cebada y centenos, y esto es lo que más en allá se coge y en buena cantidad, y que de la cebada y centeno sustentan al ganado de labor, mulas y bueyes…” ya que “no tienen pastos sino muy pocos… y los ganados menudos los envían a pacentar a los montes en tiempo de invierno a una legua o dos de dicho lugar…”.[cita requerida]
Además “muchos de los vecinos viven y tienen por granjería de llevar a vender leña a la Villa de Madrid, la cual leña llevan de los montes que dicho tienen” . se cita en el término de Fuencarral, “una dehesa de leña, que se dice el Valdelatas de encina, de hasta dos yuntas de tierras a media legua del dicho lugar”. También se proveen de leña de los Montes de la Villa de Madrid y del Real de Manzanares.[cita requerida]
La caza es abundante, “…venados, gamos y puercos jabalines y liebres y conejos, y esto en mucha cantidad, porque el dicho lugar de Fuencarral está una legua del Pardo, que es un monte y bosque del rey nuestro señor, donde ahí se cría grandísima cantidad de caza, y de allí sale a comer en el término y tierras del dicho lugar de Fuencarral”. (Hay que señalar que esta abundancia de caza dará muchos problemas a los vecinos de Fuencarral, por dos razones: por los destrozos en las cosechas y por ser un lugar de residencia de los Monteros Reales). Pero el mayor de los problemas será el que plantee la falta de agua “para los vecinos y sus ganados, porque no tiene más de dos fuentes de agua, que en invierno dan muy poco y en verano casi no dan nada”, por lo que en esa época los vecinos deben proveerse de agua “de una fuente que se dice GRACIRUELO, a media legua… y de algunos pozos que tienen el dicho lugar y que son muy hondos, donde abrevan sus ganados.” [cita requerida]
En la segunda mitad del siglo XVIII, se realiza el Catastro del Marqués de la Ensenada, el primero de Madrid, donde se recoge que de los cuatrocientos cincuenta vecinos trescientos veintiocho son agricultores, sólo ocho artesanos y cuatro albañiles. 
En 1763, según Tomás López se dice de Fuencarral, “es uno de los mejores lugares de este contorno, tienen mucha labranza de granos y coge muy buen vino moscatel”.
Sabemos también que a sus cultivos de granos: trigo, cebada y centeno, se añaden otros nuevos como la avena, las leguminosas (guisantes, garbanzos, algarrobas) y con gran éxito los nabos y la vid, cuya calidad alaba Ponz en una de sus cartas: “…las viñas de Fuencarral y Alcobendas, famosas por el exquisito vino moscatel que de sus uvas se hace, comparable a los mejores licores que conocemos.

De los nabos de Fuencarral no es necesario hablar, pues todos saben que no las hay de mejor sabor. Y es que debían de ser tan conocidos que Don Leandro Moratín usó el tema para satirizar a los enemigos de su protector Cabarrús en la desconocida “Carta sobre el comercio de los nabos de Fuencarral”. Pero hay que incluir en la producción la miel, y con gran importancia los huevos.

[cita requerida]
Larruga, en sus memorias, políticas y económicas sobre frutas, comercio, fábricas y minas de España de 1788, dice que Fuencarral es el primer productor de vino moscatel de la provincia.[cita requerida]
En cuanto al comercio, en general, toda la producción agrícola quedaba destinada al abastecimiento de la capital. Se conoce todo esto porque hay diferentes cartas, una de un hidalgo del pueblo, al que para bien o para mal apodaban “Ricote”, que declara que ya desde 1720 más o menos su familia detenta la exclusiva de venta con Madrid de forma hereditaria, apoyado además por los alcaldes. 
Pero todo cambia al llegar otro hidalgo, también hijo del pueblo que venía de combatir en las guerras de Italia; y que fue nombrado alcalde. Es este último quien, en 1750, intenta que se imponga el libre trato, aunque en un primero momento, por presión del escribano y del Ayuntamiento se ve obligado a admitir dicho monopolio, pero luego consigue el libre trato con El Pardo, Chamartín y otros pueblos inmediatos.[cita requerida]
Más tarde consigue que todos puedan vender huevos, nabos, verduras,… pero no lo autorizó de forma totalitaria, sino que sólo fuesen doce vecinos a Madrid con frutas y además legisló el número de jumentos que debían cargar; los condicionó a elaborar un memorial del asunto y presentarlo en el Ayuntamiento. Quedó todo reglamentado, incluidos los horarios en que debían de partir y volver, diciendo que, de este modo, se evitaba que se estropeasen los productos con los avatares del clima.
No obstante se pleitea y el nuevo escribano debe poner paz y nuevo reglamento, es decir; si se vuelve al monopolio o continúan los doce encargados que se niegan a dejar su actividad.
Pero como todos estos datos e informaciones se recogen de una carta a un abogado que hace el tal “Ricote”, no se puede saber en que acabó todo ello, pues no existe respuesta.
Pero si este comercio debiera denotar cierto esplendor económico, no se percibe, muestra de ellos son las palabras de Ponz: “muy poco que decir en nuestro asunto de artes dentro de su iglesia ni en la del cercano santuario de Valverde”. Y la misma impresión se deduce de la “relación de Lorenzana (26-I-1780)”, donde no se menciona ningún edificio destacado.[cita requerida]
La actividad de transportar y vender huevos y otros productos (como nabos o higos), continuó siendo una característica de las "fuencarraleras" hasta mediados del siglo XX: "Eran mujeres trabajadoras, sufridas, que todas las mañanas se levantaban para ir a Madrid y volver en el día" (11 kilómetros por la carretera de Francia, hoy calle Bravo Murillo).

### Edad Contemporánea
Ya en el siglo XIX se constata cierto progreso. Se incrementa el área cultivada hasta alcanzar 4744 ha, de las que un 33 % se dedica a viñedo para la producción de vino moscatel que alabó Madoz en 1847. También se incrementa la tierra dedicada a regadío (habas, guisantes, melones y los famosos nabos), y aparecen nuevos cultivos como el olivo y la higuera, aunque en poca extensión.
Fruto, o derivada, de la agricultura se desarrolla una incipiente industria. Ya se venía produciendo esta actividad desde el siglo XVIII y de época de Carlos III cuando se estableció una “Fábrica de jabón”. Madoz, en 1847, cita tres fábricas de jabón duro con sus correspondientes almacenes de aceite y un molino de chocolate. En 1912 son cinco las fábricas de jabón, tres de vasijas, una de glicerina y otra de grasa.[cita requerida]
Con toda esta expansión económica se produce una igual expansión demográfica, sobre todo constatada entre los años 1820 y 1830 con 1.890 habitantes según Madoz en el año 1847; que pasa en 1897 a 2.854, lo cual provoca de inmediato una falta de viviendas. Esto se deduce de los datos que nos ofrece Benavente y Barquín en 1891: Hay “… carencia de viviendas espaciosas y ventiladas, pues hace bastantes años que no se edifican nuevas casas, al paso que los antiguos moradores, resultando de aquí aglomeración de familias en cuartos pequeños y poco ventilados. En algunos, aunque pocas, se ven obligadas a usar las mismas dependencias animales y personas”. Esta situación se agrava más por la falta de servicios públicos, es decir, alcantarillado, lavaderos –“se lava en pequeñas charcas y su agua no se renueva más que una vez por día”-. Por tanto el mayor problema del siglo XVI de Fuencarral (el de la falta de agua) sigue siendo a fines del siglo XIX el de más urgente solución. Y se cita que no hay ninguna fuente dentro de la población y que los vecinos deben de “acudir al SACERAL que es antiquísima y la mejor de las inmediatas” (situada a 2 km al oeste de Fuencarral, en el camino de El Pardo).[cita requerida]
En el año 1883 aproximadamente, es cuando aparece un contrato con un particular que se compromete a construir la fuente y ejecutar las obras necesarias a cambio de ciertos privilegios o cesión de los terrenos, pero esta obra no se llevó a cabo.
En el año 1885, la Diputación Provincial trató de establecer el hospicio en las afueras de Madrid, el vecindario cedía gratuitamente los terrenos necesarios en el sitio que se conoce con el nombre de “Cuesta del Olivo”, cerca de la población, con la condición de que al ejecutar las obras y llevara las aguas al citado establecimiento dejaran una fuente en la población. Pero tampoco se llegó a realizar.[cita requerida]
En 1891, en vista de que todos los proyectos quedaban en negociaciones se mejora la fuente del “Saceral”, con dos caños, pues solo tenía uno, una plazoleta y las balsas de agua sobrante, se utiliza como lavadero.
Es Cantó, quien nos describe esta fuente "rodeada de frondosas alamedas, y cuyas aguas son muy apreciadas aquí”. Durante el siglo XX su industria inicia una carrera ascendente, un dato significativo de ello es que en 1940 existen doce fábricas de las cuales seis son de jabón (única industria importante en el siglo XIX).
En 1910 el pueblo contaba con 3102 habitantes, cifra que aumentó a 3877 en el censo de 1920. Madrid se aproximó a la plaza de Castilla con la construcción de Tetuán de las Victorias y el ferrocarril a Colmenar Viejo, que partía desde los Cuatro Caminos y contaba con estación en el pueblo. Entre tanto crecían las fábricas y proliferaban las verbenas.[cita requerida]
En 1944 Fuencarral aprueba su escudo: En campo de gules, la fuente de plata, según el diseño presentado. Timbrado con el coronel típico español; la bordura componada de Castilla y León, como alusión de la incorporación a la Corona en 1630. BOE 129, de 08/05/1944El 20 de octubre de 1951 la villa de Fuencarral fue incorporada a la capital de España. Actualmente Fuencarral pertenece al distrito madrileño de Fuencarral-El Pardo.[cita requerida]

## Demografía
| Gráfica de evolución demográfica de Fuencarral entre 1842 y 1940 |
| |
| Población de derecho según los censos de población del INE Población de hecho según los censos de población del INEEntre el censo de 1950 y el anterior, este municipio desaparece porque se integra en el municipio 28079 (Madrid) |

## Transportes
- Metro de Madrid: Estación de Fuencarral, en la línea 10.
- Cercanías (Renfe): Estación de Fuencarral, en la línea C-4 y línea C-7.
- Autobuses: 137, 124, y 66 de la EMT; 152 y 154 interurbanos.